# 신한은행 프로리그 10-11
신한은행 프로리그 10-11(Shinhan Bank Proleague 10-11)은 프로리그의 15번째 시즌이고 KeSPA 주관 대한민국 스타크래프트 프로리그로는 7번째시즌이며 신한은행의 스폰서로 진행되는 5번째 시즌이다.

## 달라진 점
- 전시즌을 마지막으로 IEG에서 구단운영을 포기한 이스트로가 새 기업을 찾지 못해 프로게임단 사상 최초로 해체되었다.
- 하이트 스파키즈와 CJ 엔투스가 프로리그 최초로 합병팀인 하이트 엔투스로 참여하였다.(이후 2011년 5월, 다시 CJ 엔투스로 변경됨)
- 정규시즌 : 지난 시즌 5라운드 단일리그에서 6라운드 단일리그로 변경하였다.
- 위너스리그 : 지난 시즌은 3라운드로만 진행되다, 3, 4라운드로 증가하였다.
- 지난 시즌 5전 3선승제에서 7전 4선승제로 확대된다. 이리하여, 정규시즌과 포스트시즌이 7전 4선승제로 처음 진행되었다.
- 카트라이더 리그 방송 중계 관계로 온게임넷의 화요일 경기가 11월 30일까지 1시로 시간대 변경. (12월 7일서부터 7시 30분으로 복귀)
- 프로리그 용산경기 주중(월요일~화요일) 경기 시간이 기존의 6시 30분에서 7시 30분으로 변경(2011년 1월 8일부터 7시로 변경)
- 2008년 군복무로 해설에서 물러났던 mbc게임 해설 김동준이 프로리그 4라운드부터 해설에 합류하였다.
- 공군 ACE 소속에 박태민이 전역. 위너스리그 준플레이오프부터 해설에 합류하였다.
- 온게임넷 해설 김정민이 전역. 위너스리그 플레이오프부터 해설에 합류하였다.
- 5라운드 일정부터 온게임넷 월요일, 화요일 경기가 7시에서 6시로 변경되었다.
- 프로리그 결승전 장소가 중국 상해 남경로 세기광장에서 개최되는 것으로 확정되었다.(그 전까지는 부산 광안리 해수욕장에서 결승전을 치렀으며 프로리그 출범이래 처음으로 해외에서 결승을 치르게 되었다). 하지만 태풍 무이파의 영향으로 취소되었고 오는 2011년 8월 19일 서울 어린이대공원에 위치한 `능동 숲속의 무대'로 일정과 장소가 변경되었다.
- MBC 게임에서 방영된 마지막 프로리그. (이후 프로리그는 온게임넷에서 진행하였다.)
- 마지막으로 양대 방송사에서 방송한 마지막 프로리그

## 리그개요

### 리그 일정
- 전체 일정: 2010년 10월 16일 ~ 2011년 8월 19일

1라운드 일정: 2010년 10월 16일 ~ 2010년 11월 17일
2라운드 일정: 2010년 11월 27일 ~ 2010년 12월 29일
3라운드 일정: 2011년 1월 8일 ~ 2011년 2월 16일
4라운드 일정: 2011년 2월 20일 ~ 2011년 3월 22일
5라운드 일정: 2011년 4월 23일 ~ 2011년 5월 23일
6라운드 일정: 2011년 6월 4일 ~ 2011년 7월 5일
- 프로리그 포스트시즌 일정

6강 플레이오프: 2011년 7월 9일 ~ 2011년 7월 12일
준플레이오프: 2011년 7월 16일 ~ 2011년 7월 19일
플레이오프: 2011년 7월 23일 ~ 2011년 7월 26일
결승전:2011년 8월 19일
- 위너스리그 포스트시즌 일정

준플레이오프: 2011년 3월 26일
플레이오프: 2011년 4월 2일
결승전: 2011년 4월 9일
- 올스타전 일정: 2011년 4월 17일

### 시즌 화제
- SK텔레콤 T1이 프로리그 단일리그 바꾼이후 처음으로 1라운드를 전승으로 마감하였다.
- 이영호의 에이스결정전 연패행진이 마감되었다.
- 공군 ACE, 웅진 스타즈를 4대 0으로 꺾고 공군 ACE 최초로 5연승 달성
- SK텔레콤 T1의 김택용이 위너스리그 역사상 처음으로 3연속 올킬을 달성했다.
- SK텔레콤 T1의 김택용이 프로리그 15연승이라는 대기록을 작성했다.
- KT 롤스터가 프로리그 단일리그 바꾼이후 두 번째로 라운드 전승을 달성하였다.(3라운드)
- 하이트 엔투스가 네이밍 스폰서 기간 종료로 CJ 엔투스로 팀명을 변경했다.
- 2011년 5월 18일 현재, CJ 엔투스가 화승 OZ, STX SouL, SK텔레콤 T1 상대로 3연속 4:0으로 승리하는 대기록을 달성시켰다. 또한 13세트 연승이었던 최다 세트 연승을 14세트 연승으로 갈아 치웠다. 그러나 5월 21일, 삼성전자 칸과의 대결에서 송병구가 이경민을 제압함으로써 연승이 마감되었다.
- SK텔레콤T1이 1라운드에 이어 6라운드 전승을 달성하였다.
- SKT의 김택용선수는 프로리그 단일리그 체제 출범이래 처음으로 시즌 60승을 넘겨서 다승왕이 되었다. (63승)
- 상하이 결승전이 태풍 '무이파'로 취소되었다. (2003년에 열린 KTF EVER컵 온게임넷 프로리그 결승전도 악천후로 1주일 연기된 적도 있다.)
- 태풍 '무이파'로 인하여 상해 세기광장에서 어린이대공원 능동 숲속의 무대로 변경 (결승전 날짜도 8월 19일로 변경)
- KT 롤스터가 신한은행 프로리그 09-10에 이어 2연속 우승을 하였다.

## 결과
순위:[승률]→[다승]→[득실차] 순

## 10-11시즌 순위
| 순위 | 팀             | 경기수 | 승 | 패 | 승률  | 승점 | 개인승 | 개인패 | 벌점 | 포스트 시즌    |
| ---- | -------------- | ------ | -- | -- | ----- | ---- | ------ | ------ | ---- | -------------- |
| 1    | SK텔레콤 T1    | 54     | 39 | 15 | 72.2% | 46   | 185    | 139    | 1    | 결승전 직행    |
| 2    | CJ 엔투스      | 54     | 34 | 20 | 63.0% | 39   | 174    | 135    |      | 플레이오프     |
| 3    | KT 롤스터      | 54     | 32 | 22 | 59.3% | 14   | 165    | 149    | 2    | 6강 플레이오프 |
| 4    | 웅진 스타즈    | 54     | 28 | 26 | 51.9% | 3    | 161    | 158    |      | 6강 플레이오프 |
| 5    | 삼성전자 칸    | 54     | 26 | 28 | 48.1% | -11  | 153    | 164    |      | 6강 플레이오프 |
| 6    | STX SouL       | 54     | 25 | 29 | 46.3% | -11  | 156    | 166    | 1    | 6강 플레이오프 |
| 7    | 화승 OZ        | 54     | 24 | 30 | 44.4% | -6   | 153    | 159    |      |                |
| 8    | 위메이드 폭스  | 54     | 23 | 31 | 42.6% | -17  | 143    | 159    | 1    |                |
| 9    | MBC게임 히어로 | 54     | 22 | 32 | 40.7% | -17  | 155    | 171    | 1    |                |
| 10   | 공군 ACE       | 54     | 17 | 37 | 31.5% | -46  | 131    | 171    |      |                |

## 포스트시즌

### 위너스리그 포스트시즌
| 준 플레이오프 | SK텔레콤 T1 (위너스리그 3위) | 4 | 하이트 엔투스 (위너스리그 4위)    | 1 |
| 플레이오프    | 화승 OZ (위너스리그 2위)     | 3 | SK텔레콤 T1 (준플레이오프 승리팀) | 4 |
| 결승전        | KT 롤스터 (위너스리그 1위)   | 1 | SK텔레콤 T1 (플레이오프 승리팀)   | 4 |

### 프로리그 포스트시즌
| 2011년 8월 19일 |       |           |                               |
| SK텔레콤 T1     | 3 - 4 | KT 롤스터 | 능동 어린이대공원 숲속의 무대 |

| 순 | 선수      | 맵             | 선수      |
| -- | --------- | -------------- | --------- |
| 1  | 정명훈 승 | 네오 벨트웨이  | 패 최용주 |
| 2  | 김택용 승 | 얼터너티브     | 패 임정현 |
| 3  | 이승석 패 | 신 피의 능선   | 승 고강민 |
| 4  | 정윤종 승 | 라만차         | 패 김성대 |
| 5  | 도재욱 패 | 포트리스 SE    | 승 이영호 |
| 6  | 어윤수 패 | 신 태양의 제국 | 승 김대엽 |
| 7  | 도재욱 패 | 써킷 브레이커  | 승 이영호 |

## 대회 결과
위너스리그 10-11
- 우승 :SK텔레콤 T1 ,준우승 :KT 롤스터, 3위 :화승 OZ, 4위 :하이트 엔투스

10-11 최종결과
- 우승 : KT 롤스터 , 준우승 :SK텔레콤 T1, 3위 : CJ 엔투스, 4위 : 웅진 스타즈, 5위 : 삼성전자 칸, 6위 :STX Soul

## 중계진
- 온게임넷
- MBC게임 (1~2R)
  - 토 : 박상현, 이승원, 유대현
  - 일 : 김철민, 임성춘, 한승엽
  - 월 : 박상현, 이승원, 유대현
  - 화 : 김철민, 임성춘, 한승엽
  - 수 : 박상현, 이승원, 유대현
- MBC게임 (3R)
  - 토 : 박상현, 이승원, 임성춘
  - 일 : 김철민, 유대현, 서경종
  - 월 : 박상현, 이승원, 유대현
  - 화 : 김철민, 임성춘, 서경종
  - 수 : 박상현, 이승원, 유대현
- MBC게임 (4~6R)
  - 토 : 박상현, 이승원, 유대현
  - 일 : 김철민, 김동준, 서경종
  - 월 : 박상현, 이승원, 김동준
  - 화 : 김철민, 김동준, 임성춘
  - 수 : 박상현, 이승원, 유대현

### 오프닝 보기
- 온게임넷 버전 (쇼트버전) - 유튜브
- 온게임넷 버전 (풀버전) - 유튜브
- MBC게임 버전 (1버전) - 유튜브
- MBC게임 버전 (2버전) - 유튜브
- 위너스 리그 오프닝 (온게임넷) - 유튜브
- 위너스 리그 결승전 오프닝(SKT vs KT) - 유튜브
- 프로리그 결승전 오프닝(SKT vs KT) - 유튜브
- 위너스 리그 오프닝 (MBC게임)

| 스타크래프트 프로리그                                            |                                                                  |                                       |
| 이전                                                             | 신한은행 프로리그 10-11                                          | 다음                                  |
| 신한은행 프로리그 09-10                                          | 신한은행 프로리그 10-11                                          | SK플래닛 스타크래프트 프로리그 시즌 1 |
|                                                                  |                                                                  |                                       |
| 2009.10.10 ~ 2010.08.07 위너스리그 09-10 2010.01.24 ~ 2010.04.03 | 2010.10.16 ~ 2011.08.19 위너스리그 10-11 2011.01.07 ~ 2011.04.09 | 2011.11.26 ~ 2012.04.08               |